# Orthomnion bryoides
Orthomnion bryoides är en bladmossart som beskrevs av Norkett 1961. Orthomnion bryoides ingår i släktet Orthomnion och familjen Mniaceae. Inga underarter finns listade i Catalogue of Life.